# フープメン
『フープメン』は、川口幸範による日本の少年漫画作品。『週刊少年ジャンプ』（集英社）にて、2009年14号から同年31号まで連載された。タイトル"hoopmen"は英語でバスケットボール選手を意味し、その名の通りバスケットボールを題材としている。

## あらすじ
入学して早3ヶ月が過ぎた夏のある日、凡人の佐藤雄歩は学校のアイドルにバスケ部へスカウトされる。「救世主」と言われ、乗り気で入部しようとするが…。

## 登場人物

### 主要人物
佐藤 雄歩（さとう ゆうほ） / ユーホ
本編の主人公。八芝高校1年生。176cm・64kg。
背も並で運動神経も普通の凡人。目元に在る二つのほくろが特徴。お調子者でおだてに弱い元・超高校級帰宅部。
3歳から小3まで隣人にいた外国人家族との付き合いで、日常会話レベルを通訳できる英語力を持つ。「救世主」の通訳としてバスケ部にスカウトされたことがわかり落ち込むが、これがきっかけとなりバスケ自体に興味を示すようになる。作中中盤で自分が凡人である事を受け入れ、それを承知で努力する事を決意する。試合の流れを決める場面でシュートを決める「ワンポイントシューター」である。
練習の甲斐もあって、高1途中からの参加にも関わらず母校をバスケ強豪校に押し上げるシューターとなる。
最終回の卒業式の時点では、麻央の他に憧れていたクラスメイト（一年時）の女子「篠田」と付き合っている。
ジュシュア・久慈・グリフィンJr.（ジョシュア・くじ・グリフィン・ジュニア） / ジョシュ
八芝高校1年生。175cm・67kg。
アメリカから転入してきたバスケ部の「救世主」。バスケ部司令塔。仲間がパスを欲しいと思った瞬間にはもうパスが通っている、「魔法のパス」を持つ。
日本語が一切喋れず部員との意志の疎通に支障をきたしていたが、雄歩が通訳になることで意思疎通も可能になり彼のことを親友と見ている。他の生徒とは別に彼専用の日本語の指導を受けている。
普段は明るく無邪気な性格だがバスケの事になると熱くなる。雄歩の練習に精力的に付き合っている。
小牟田 鐘（こむた あつむ）
1年生。187cm・75kg。バスケ部エース。
小学生の頃からバスケをしており、ユーホが「高校生は無理」と言っていたダンクシュートも難なくこなす。美形のため女子からもモテる。
麻央の彼氏疑惑があったが、実際は幼馴染。当初は麻央に好意を持っていた雄歩からライバル視されるが本人は大して気にしておらず、逆に初心者なのにバスケの練習をひたすら頑張る雄歩に興味を示す。当初は「通訳くん」と呼び、ジョシュのおまけのように扱っていたが、彼の努力を認めて普通に名前で呼ぶようになった。そのため雄歩自身も彼のことを「いい奴だ」と思うようになる。自分を一方的にライバル視して暴力を振るおうとする藤代の事は嫌っている。
藤代 達哉（ふじしろ たつや）
1年生。バスケ部。
アフロ頭で見上げるような大男。優れた身体能力の持ち主である。雄歩同様麻央に惚れていて、彼女と親しくしている鐘をライバル視している。「あﾞあﾞあﾞっし!」と雄叫びを上げるのが癖で、すぐにキレる暴れん坊。その反面繊細な一面もあり、冷たくされると卑屈になる。
バスケ部に入った初日に鐘と殴り合いの喧嘩となり、以降長期間練習に参加しなかった。雄歩同様バスケに関してはまったくの素人で、反則を連発する。ジョシュにリバウンダーとしての才能を見出され、チームの主戦力の一人となる。雄歩を「ホクロ」と呼んで使いっ走りにしているが、自分の才能を見出してくれたジョシュは「師匠（マスター）」と呼び、丁寧に接している。最終回の時点では、3年の間にバスケに対して本気でプレイした結果、実力を飛躍的に高め、更なる向上を目的に高校卒業後は渡米する積もりらしい。

### 八芝高校
小金井 麻央（こがねい まお）
1年生。バスケ部マネージャー。
学校のアイドル的存在で、その可愛さから様々な伝説を持つ。
中西 千里（なかにし ちさと）
3年生。178cm・78kg。バスケ部主将。
雄歩を歓迎する際ハグしてきたり、暑苦しいテンションの男。
為吉（ためよし）
バスケ部顧問。バスケ経験はなく、学生時代は空手をやっていた。常盤中央高校のバスケ部顧問と因縁がある。
最終話で「心の栄養」、即ち成功体験の大切さを語って物語を締め括る。

### 常盤中央高校
五十嵐 健正（いがらし けんせい）
バスケ部顧問。為吉の後輩。お互いに激しく嫌っている。最近髪を染めて若作りをしたらしい。
後述の出口と「サトー君」の言動が原因で雄歩達の印象は極めて悪く「バカ」呼ばわりされている。
出口（いでぐち）
3年生。バスケ部主将。常盤中央の守備の要。
試合前、下述のサトー君と一緒に、実績を理由に八芝高校の面々を馬鹿にしたが、試合後は実力を認め、試合前の非礼を謝りに来た。
永島（ながしま）
2年生。バスケ部エース。得点面の要。
サトー君（仮）
三軍の補欠。軽薄でいい加減な言動が特徴。試合中に野次を飛ばしては、八芝高校の面々を苛立たせた。
雄歩からバスケを始めたばかりの時の自分に言動がそっくりで名前を知らない事から「サトー君」と呼ばれている。

### 創瑛学園
華ちゃん（はなちゃん）
1年生、バスケ部マネージャー。雄歩のいとこで中西に可愛いと言われる。本名は不明。
秋田豪（あきた ごう）
1年生だがワケあって留年しており部員としては2年目。身長199センチの巨漢で坊主頭が特徴。
夏木純（なつき じゅん）
バスケ部員。秋田に罰として右の眉毛を剃った男。
城石春（しろいし はる）
バスケ部員。攻撃の前に筋肉を部位ごとに呼び上げて祈る癖がある。

## 用語
八柴高校（やしばこうこう）
都立高校。バスケ部は強くないが、「救世主」と共に今年は優勝を狙う。
常盤中央高校（ときわちゅうおうこうこう）
八柴高校バスケ部のライバル校。戦績は対八柴戦において10戦10勝。
創瑛学園（そうえいがくえん）
ライバル校。バスケ部は前年度の東京大会を制覇している。

## その他
- 単行本1巻では作者の川口が昔アシスタントをしていた村田雄介の書き下ろしイラストが掲載されている。
- 当作品が連載された週刊少年ジャンプ2009年14号より先に、同年2号より『黒子のバスケ』が連載を開始しており、『フープメン』が連載を終了した同年31号まで高校バスケットボールをテーマにした作品がジャンプ誌上で同時連載されている。